# Dennis Schulp
Dennis Schulp (Amsterdam, 18 januari 1978) is een Nederlands voormalig betaald voetballer die als aanvaller speelde.

## Loopbaan
Schulp is afkomstig uit de jeugdopleiding van Ajax, waarvoor hij ook zijn eerste wedstrijden in het profvoetbal speelde. Schulp maakte daarop de meeste dienstjaren bij Willem II en De Graafschap. Bij beide begon hij drie keer aan een nieuw seizoen.
Hij speelde onder meer FC Volendam, Willem II, De Graafschap en SC Paderborn 07.
Hij speelde tot 2010 bij DOVO waarmee hij uit de Hoofdklasse degradeerde.
In de zomer van 2010 maakte hij deel uit van de selectie van het Nederlands strandvoetbalteam dat deelnam aan een officieus internationaal toernooi dat in Doetinchem gespeeld werd om de strandvariant van het voetbal te promoten.
Vanaf 2010 is hij assistent-trainer bij de gecombineerde Regionale Jeugd Opleiding Willem II/RKC.

## Clubstatistieken
| Seizoen | Club               | Duels | Goals | Competitie             |
| ------- | ------------------ | ----- | ----- | ---------------------- |
| 1995/96 | Ajax               | 1     | 0     | Eredivisie             |
| 1996/97 | Ajax               | 4     | 1     | Eredivisie             |
| 1997/98 | FC Volendam (huur) | 19    | 0     | Eredivisie             |
| 1998/99 | Willem II          | 20    | 7     | Eredivisie             |
| 1999/00 | Willem II          | 15    | 4     | Eredivisie             |
| 2000/01 | Willem II          | 8     | 1     | Eredivisie             |
| 2000/01 | N.E.C. (huur)      | 18    | 1     | Eredivisie             |
| 2001/02 | De Graafschap      | 26    | 8     | Eredivisie             |
| 2002/03 | De Graafschap      | 19    | 1     | Eredivisie             |
| 2003/04 | De Graafschap      | 6     | 0     | Eerste divisie         |
| 2003/04 | Helmond Sport      | 13    | 5     | Eerste divisie         |
| 2004/05 | FC Den Bosch       | 22    | 3     | Eredivisie             |
| 2005/06 | SC Paderborn 07    | 31    | 3     | 2e Bundesliga          |
| 2006/07 | SC Paderborn 07    | 12    | 0     | 2e Bundesliga          |
| 2007/08 | Wuppertaler SV     | 9     | 0     | Regionalliga Nord      |
| 2008/09 | Wuppertaler SV     | 5     | 0     | 3e Bundesliga          |
| 2009/10 | DOVO               |       |       | Zaterdag Hoofdklasse B |
| Totaal  | Totaal             | 237   | 40    |                        |

## Erelijst
- Kampioen van Nederland: 1996